# NGC 917
NGC 917 é uma galáxia espiral (Sab) localizada na direcção da constelação de Triangulum. Possui uma declinação de +31° 54' 44" e uma ascensão recta de 2 horas, 26 minutos e 07,7 segundos.
A galáxia NGC 917 foi descoberta em 22 de Novembro de 1827 por John Herschel.